# Olympische Sommerspiele 2016/Synchronschwimmen – Duett
Das Duett-Synchronschwimmen bei den Olympischen Spielen 2016 in Rio de Janeiro wurde vom 14. bis zum 16. August 2016 im Parque Aquático Maria Lenk ausgetragen. 48 Athletinnen, die 24 Duette bildeten, nahmen daran teil.
Die Qualifikation beinhaltete ein Technikprogramm und eine freie Kür. Die Wertungen wurden addiert, die 12 besten Duette zogen ins Finale ein. Im Finale wurde eine freie Kür geschwommen. Zu der Kürwertung wurde die Technikwertung aus der Qualifikation addiert.

## Titelträger
| Olympiasieger | Natalja Ischtschenko, Swetlana Romaschina ( Russland) | 196,800 Punkte | London 2012 |
| Weltmeister   | Natalja Ischtschenko, Swetlana Romaschina ( Russland) | 98,2000 Punkte | Kasan 2015  |

## Qualifikation
| Platz | Name                                           | Nation                 | Technik | Kür     | Gesamt   |
| ----- | ---------------------------------------------- | ---------------------- | ------- | ------- | -------- |
| 01    | Natalja Ischtschenko / Swetlana Romaschina     | Russland               | 96,4577 | 98,0667 | 194,5244 |
| 02    | Huang Xuechen / Sun Wenyan                     | Volksrepublik China    | 95,3688 | 96,0667 | 191,4355 |
| 03    | Yukiko Inui / Risako Mitsui                    | Japan                  | 93,1214 | 94,4000 | 187,5214 |
| 04    | Lolita Ananassowa / Anna Woloschyna            | Ukraine                | 93,1358 | 93,5333 | 186,6691 |
| 05    | Ona Carbonell / Gemma Mengual                  | Spanien                | 92,5024 | 93,7667 | 186,2691 |
| 06    | Linda Cerruti / Costanza Ferro                 | Italien                | 90,4412 | 91,1333 | 181,5745 |
| 07    | Karine Thomas / Jacqueline Simoneau            | Kanada                 | 89,2916 | 90,0667 | 179,3583 |
| 08    | Laura Augé / Margaux Chrétien                  | Frankreich             | 86,2824 | 86,8667 | 173,1491 |
| 09    | Anita Alvarez / Mariya Koroleva                | Vereinigte Staaten     | 86,4612 | 86,4333 | 172,8945 |
| 10    | Evelina Papazoglou / Evangelia Platanioti      | Griechenland           | 85,3550 | 86,1000 | 171,4550 |
| 11    | Karem Achach / Nuria Diosdado                  | Mexiko                 | 84,9268 | 85,7333 | 170,6601 |
| 12    | Anna Maria Alexandri / Eirini Marina Alexandri | Österreich             | 85,0637 | 85,2667 | 170,3304 |
| 13    | Luisa Borges / Maria Eduarda Miccuci           | Brasilien              | 83,3008 | 84,0333 | 167,3341 |
| 14    | Sophie Giger / Sascia Kraus                    | Schweiz                | 83,3366 | 83,5667 | 166,9033 |
| 15    | Alexandra Nemitsch / Jekaterina Nemitsch       | Kasachstan             | 81,4686 | 81,4000 | 162,8686 |
| 16    | Estefanía Álvarez / Mónica Arango              | Kolumbien              | 80,3363 | 80,4667 | 160,8030 |
| 17    | Katie Clark / Olivia Federici                  | Vereinigtes Königreich | 80,7650 | 79,9667 | 160,7317 |
| 18    | Soňa Bernardová / Alžběta Dufková              | Tschechien             | 80,0640 | 80,5333 | 160,5973 |
| 19    | Etel Sanchez / Sofia Sanchez                   | Argentinien            | 79,4829 | 79,8333 | 159,3162 |
| 20    | Anastasia Gloushkov / Yevgeniya Tetelbaum      | Israel                 | 79,4488 | 78,9000 | 158,3488 |
| 21    | Iryna Limanouskaja / Weranika Jessipowitsch    | Belarus                | 78,9913 | 79,0000 | 157,9913 |
| 22    | Nada Daabousová / Jana Labáthová               | Slowakei               | 78,3607 | 77,7000 | 156,0607 |
| 23    | Samia Ahmed / Dara Hassanien                   | Ägypten                | 76,5306 | 77,6000 | 154,1306 |
| 24    | Nikita Pablo / Rose Stackpole                  | Australien             | 63,6360 | 74,7667 | 148,4027 |

## Finale
Das Finale brachte den fünften russischen Olympiasieg im Duett in Folge.
| Platz | Name                                           | Nation              | Technik | Kür     | Gesamt   |
| ----- | ---------------------------------------------- | ------------------- | ------- | ------- | -------- |
| 01    | Natalja Ischtschenko / Swetlana Romaschina     | Russland            | 96,4577 | 98,5333 | 194,9910 |
| 02    | Huang Xuechen / Sun Wenyan                     | Volksrepublik China | 95,3688 | 97,0000 | 192,3688 |
| 03    | Yukiko Inui / Risako Mitsui                    | Japan               | 93,1214 | 94,9333 | 188,0547 |
| 04    | Lolita Ananassowa / Anna Woloschyna            | Ukraine             | 93,1358 | 94,0000 | 187,1358 |
| 05    | Ona Carbonell / Gemma Mengual                  | Spanien             | 92,5024 | 94,1333 | 186,6357 |
| 06    | Linda Cerruti / Costanza Ferro                 | Italien             | 90,4412 | 92,3667 | 182,8079 |
| 07    | Karine Thomas / Jacqueline Simoneau            | Kanada              | 89,2916 | 90,6000 | 179,8916 |
| 08    | Laura Augé / Margaux Chrétien                  | Frankreich          | 86,2824 | 87,9667 | 174,2491 |
| 09    | Anita Alvarez / Mariya Koroleva                | Vereinigte Staaten  | 86,4612 | 87,4612 | 173,9945 |
| 10    | Evelina Papazoglou / Evangelia Platanioti      | Griechenland        | 85,3550 | 85,3550 | 171,8550 |
| 11    | Karem Achach / Nuria Diosdado                  | Mexiko              | 84,9268 | 84,9268 | 170,9935 |
| 12    | Anna Maria Alexandri / Eirini Marina Alexandri | Österreich          | 85,0637 | 85,0637 | 170,5970 |